# Liste der EinFach Deutsch-Unterrichtsmodelle
Die nachfolgende Liste bietet die EinFach Deutsch-Unterrichtsmodelle aus dem Westermann-Verlag (zuvor Schöningh), herausgegeben von Johannes und Lukas Diekhans.

## Liste der Unterrichtsmodelle

### Unterrichtsmodelle für die Stufen 5 bis 7
- Nicole Heitmeier, Bernd Hendig, Martina Korte, Katharina Kröger, Judith Selzer, Miriam Teurich, Dirk Wagener, Franz Waldherr und Stefanie Wibbe: Antike Sagen. Klassen 5-7. Hrsg. von Johannes Diekhans und Lukas Diekhans. Braunschweig: Westermann o. J. (EinFach Deutsch Unterrichtsmodelle). ISBN 978-3-14-022320-1[1]

- Sebastian Schulz, Johannes Diekhans und Widar Lehnemann: Germanische und deutsche Sagen. Klassen 5-7. Hrsg. von Johannes Diekhans und Lukas Diekhans. Braunschweig: Westermann o. J. (EinFach Deutsch Unterrichtsmodelle). ISBN 978-3-14-022603-5[2]

- Anne Schwake und Timotheus Schwake: Fabeln. Klassen 5-13. Hrsg. von Johannes Diekhans und Lukas Diekhans. Braunschweig: Westermann o. J. (EinFach Deutsch Unterrichtsmodelle). ISBN 978-3-14-022553-3[3]

- Timotheus Schwake: Märchen. Klassen 5-7. Hrsg. von Johannes Diekhans und Lukas Diekhans. Braunschweig: Westermann o. J. (EinFach Deutsch Unterrichtsmodelle). ISBN 978-3-14-022581-6[4]

- Timotheus Schwake: Balladen. Klassen 5-9. Hrsg. von Johannes Diekhans und Lukas Diekhans. Braunschweig: Westermann o. J. (EinFach Deutsch Unterrichtsmodelle). ISBN 978-3-14-022741-4[5]

- Franz Waldherr: Leif Esper Andersen: Hexenfieber. Klassen 5-7. Hrsg. von Johannes Diekhans und Lukas Diekhans. Braunschweig: Westermann 1998 (EinFach Deutsch Unterrichtsmodelle). ISBN 978-3-14-022265-5[6]

- Katharina Kaiser: Michael Gerard Bauer: Nennt mich nicht Ismael! Klassen 5-7. Hrsg. von Johannes Diekhans und Lukas Diekhans. Braunschweig: Westermann o. J. (EinFach Deutsch Unterrichtsmodelle). ISBN 978-3-14-022784-1[7]

- Sebastian Arnold, Hendrik Hiss, Kirsten Krebsbach und Martin Schnarr: Victor Caspak, Yves Lanois: Die Kurzhosengang. Klassen 5-7. Hrsg. von Johannes Diekhans und Lukas Diekhans. Braunschweig: Westermann o. J. (EinFach Deutsch Unterrichtsmodelle). ISBN 978-3-14-022564-9[8]

- Anne Schwake und Timotheus Schwake: Michael Ende: Momo. Klassen 5-7. Hrsg. von Johannes Diekhans und Lukas Diekhans. Braunschweig: Westermann o. J. (EinFach Deutsch Unterrichtsmodelle). ISBN 978-3-14-022548-9[9]

- Udo Volkmann und Ute Volkmann: Willi Fährmann: Das Jahr der Wölfe. Klassen 5-7. Hrsg. von Johannes Diekhans und Lukas Diekhans. Braunschweig: Westermann o. J. (EinFach Deutsch Unterrichtsmodelle). ISBN 978-3-14-022333-1[10]

- Katharina Heß und Luzia Schünemann: Cornelia Funke: Herr der Diebe. Klassen 5-7. Hrsg. von Johannes Diekhans und Lukas Diekhans. Braunschweig: Westermann o. J. (EinFach Deutsch Unterrichtsmodelle). ISBN 978-3-14-022675-2[11]

- Katharina Kaiser: Max von der Grün: Vorstadtkrokodile - Neubearbeitung. Klassen 5-7. Hrsg. von Johannes Diekhans und Lukas Diekhans. Braunschweig: Westermann o. J. (EinFach Deutsch Unterrichtsmodelle). ISBN 978-3-14-108003-2[12]

- Susan Kersten: Felicitas Hoppe: Iwein Löwenritter. Klassen 5-7. Hrsg. von Johannes Diekhans und Lukas Diekhans. Braunschweig: Westermann o. J. (EinFach Deutsch Unterrichtsmodelle). ISBN 978-3-14-022580-9[13]

- Katharina Kaiser: Erich Kästner: Emil und die Detektive. Klassen 5-7. Hrsg. von Johannes Diekhans und Lukas Diekhans. Braunschweig: Westermann o. J. (EinFach Deutsch Unterrichtsmodelle). ISBN 978-3-14-022676-9[14]

- Gudrun Jägersküpper: Erich Kästner: Pünktchen und Anton. Klassen 5-7. Hrsg. von Johannes Diekhans und Lukas Diekhans. Braunschweig: Westermann o. J. (EinFach Deutsch Unterrichtsmodelle). ISBN 978-3-14-022558-8[15]

- Katharina Kaiser: Judith Kerr: Als Hitler das rosa Kaninchen stahl. Klassen 5-7. Hrsg. von Johannes Diekhans und Lukas Diekhans. Braunschweig: Westermann o. J. (EinFach Deutsch Unterrichtsmodelle). ISBN 978-3-14-022747-6[16]

- Katharina Kaiser: James Krüss: Timm Thaler oder Das verkaufte Lachen. Klassen 5-7. Hrsg. von Johannes Diekhans und Lukas Diekhans. Braunschweig: Westermann o. J. (EinFach Deutsch Unterrichtsmodelle). ISBN 978-3-14-022666-0[17]

- Jan-Christian Schwarz: Astrid Lindgren: Kalle Blomquist. Meisterdetektiv. Klassen 5-6. Hrsg. von Johannes Diekhans und Lukas Diekhans. Braunschweig: Westermann o. J. (EinFach Deutsch Unterrichtsmodelle). ISBN 978-3-14-108009-4[18]

- Jan-Christian Schwarz: Astrid Lindgren: Rasmus und der Landstreicher. Klassen 5-7. Hrsg. von Johannes Diekhans und Lukas Diekhans. Braunschweig: Westermann o. J. (EinFach Deutsch Unterrichtsmodelle). ISBN 978-3-14-022787-2[19]

- Barbara Schubert-Felmy und Kristina Schubert: Astrid Lindgren: Ronja Räubertochter. Klassen 5-7. Hrsg. von Johannes Diekhans und Lukas Diekhans. Braunschweig: Westermann o. J. (EinFach Deutsch Unterrichtsmodelle). ISBN 978-3-14-022590-8[20]

- Kirsten Köster und Verena Löcke: Henning Mankell: Der Hund, der unterwegs zu einem Stern war. Klassen 5-7. Hrsg. von Johannes Diekhans und Lukas Diekhans. Braunschweig: Westermann o. J. (EinFach Deutsch Unterrichtsmodelle). ISBN 978-3-14-022358-4[21]

- Isabelle Faul: Walter Moers: Die Stadt der Träumenden Bücher. Klassen 6-9. Hrsg. von Johannes Diekhans und Lukas Diekhans. Braunschweig: Westermann o. J. (EinFach Deutsch Unterrichtsmodelle). ISBN 978-3-14-022746-9[22]

- Ute Volkmann: Raquel J. Palacio: Wunder. Klassen 5-7. Hrsg. von Johannes Diekhans und Lukas Diekhans. Braunschweig: Westermann o. J. (EinFach Deutsch Unterrichtsmodelle). ISBN 978-3-14-022677-6[23]

- Timotheus Schwake: Otfried Preußler: Krabat. Klassen 5-7. Hrsg. von Johannes Diekhans und Lukas Diekhans. Braunschweig: Westermann o. J. (EinFach Deutsch Unterrichtsmodelle). ISBN 978-3-14-022331-7[24]

- Andrea Zimmermann: Antoine de Saint-Exupéry: Der kleine Prinz. Klassen 5-7. Hrsg. von Johannes Diekhans und Lukas Diekhans. Braunschweig: Westermann o. J. (EinFach Deutsch Unterrichtsmodelle). ISBN 978-3-14-022295-2[25]

- Katharina Kaiser: Hans Joachim Schädlich: Der Sprachabschneider. Klassen 5-7. Hrsg. von Johannes Diekhans und Lukas Diekhans. Braunschweig: Westermann o. J. (EinFach Deutsch Unterrichtsmodelle). ISBN 978-3-14-022732-2[26]

- Norbert Berger: Andreas Schlüter: Level 4 - Die Stadt der Kinder. Klassen 5-7. Hrsg. von Johannes Diekhans und Lukas Diekhans. Braunschweig: Westermann o. J. (EinFach Deutsch Unterrichtsmodelle). ISBN 978-3-14-022495-6[27]

- Katharina Kaiser: Andreas Steinhöfel: Beschützer der Diebe. Klassen 5-7. Hrsg. von Johannes Diekhans und Lukas Diekhans. Braunschweig: Westermann o. J. (EinFach Deutsch Unterrichtsmodelle). ISBN 978-3-14-022691-2[28]

- Sebastian Schulz und Johannes Diekhans: Andreas Steinhöfel: Rico, Oskar und die Tieferschatten. Klassen 5-7. Hrsg. von Johannes Diekhans und Lukas Diekhans. Braunschweig: Westermann o. J. (EinFach Deutsch Unterrichtsmodelle). ISBN 978-3-14-022662-2[29]

- Gudrun Jägersküpper: Robert Louis Stevenson: Die Schatzinsel - Neubearbeitung. Klassen 5-7. Hrsg. von Johannes Diekhans und Lukas Diekhans. Braunschweig: Westermann o. J. (EinFach Deutsch Unterrichtsmodelle). ISBN 978-3-14-022742-1[30]

- Gudrun Jägersküpper: Robert Louis Stevenson: Die Schatzinsel. Klassen 5-7. Hrsg. von Johannes Diekhans und Lukas Diekhans. Braunschweig: Westermann o. J. (EinFach Deutsch Unterrichtsmodelle). ISBN 978-3-14-022589-2[31]

- Jean Lefebvre: Theodor Storm: Pole Poppenspäler. Klassen 5-7. Hrsg. von Johannes Diekhans und Lukas Diekhans. Braunschweig: Westermann o. J. (EinFach Deutsch Unterrichtsmodelle). ISBN 978-3-14-022352-2[32]

- Ulrich Falk: Uwe Timm: Rennschwein Rudi Rüssel. Klassen 5-7. Hrsg. von Johannes Diekhans und Lukas Diekhans. Braunschweig: Westermann o. J. (EinFach Deutsch Unterrichtsmodelle). ISBN 978-3-14-022296-9[33]

- Heike Prangemeier: Uwe Timm: Der Schatz auf Pagensand. Klassen 5-7. Hrsg. von Johannes Diekhans und Lukas Diekhans. Braunschweig: Westermann o. J. (EinFach Deutsch Unterrichtsmodelle). ISBN 978-3-14-022673-8[34]

- Ute Volkmann: Anna Woltz: Für immer Alaska. Klassen 5-7. Hrsg. von Johannes Diekhans und Lukas Diekhans. Braunschweig: Westermann o. J. (EinFach Deutsch Unterrichtsmodelle). ISBN 978-3-14-022776-6[35]

- Ute Volkmann: Anna Woltz: Gips. oder Wie ich an einem einzigen Tag  die Welt reparierte. Klassen 5-7. Hrsg. von Johannes Diekhans und Lukas Diekhans. Braunschweig: Westermann o. J. (EinFach Deutsch Unterrichtsmodelle). ISBN 978-3-14-022735-3[36]

- Christian Kurze, Nuria Eesmann und Johanna Wolter: Dita Zipfel: Wie der Wahnsinn mir die Welt erklärte. Klassen 6-8. Hrsg. von Johannes Diekhans und Lukas Diekhans. Braunschweig: Westermann o. J. (EinFach Deutsch Unterrichtsmodelle). ISBN 978-3-14-108005-6[37]

### Unterrichtsmodelle für die Stufen 8 bis 10
- Gerd Weber: Alfred Andersch: Fahrerflucht. Klassen 8-10. Hrsg. von Johannes Diekhans und Lukas Diekhans. Braunschweig: Westermann o. J. (EinFach Deutsch Unterrichtsmodelle). ISBN 978-3-14-022345-4[38]

- Christine Mersiowsky: Alfred Andersch: Sansibar oder der letzte Grund. Klassen 8-10. Hrsg. von Johannes Diekhans und Lukas Diekhans. Braunschweig: Westermann o. J. (EinFach Deutsch Unterrichtsmodelle). ISBN 978-3-14-022489-5[39]

- Sandra Graunke: Wolfgang Borchert: Draußen vor der Tür. Klassen 8-10. Hrsg. von Johannes Diekhans und Lukas Diekhans. Braunschweig: Westermann o. J. (EinFach Deutsch Unterrichtsmodelle). ISBN 978-3-14-022340-9[40]

- Ute Volkmann: John Boyne: Der Junge auf dem Berg. Klassen 7-9. Hrsg. von Johannes Diekhans und Lukas Diekhans. Braunschweig: Westermann o. J. (EinFach Deutsch Unterrichtsmodelle). ISBN 978-3-14-022745-2[41]

- Ingrid Haferkamp, Karin Harnischmacher und Daniela Janke: John Boyne: Der Junge im gestreiften Pyjama. Klassen 8-10. Hrsg. von Johannes Diekhans und Lukas Diekhans. Braunschweig: Westermann o. J. (EinFach Deutsch Unterrichtsmodelle). ISBN 978-3-14-022510-6[42]

- Gudrun Jägersküpper: Suzanne Collins: Die Tribute von Panem. Tödliche Spiele. Klassen 9-11. Hrsg. von Johannes Diekhans und Lukas Diekhans. Braunschweig: Westermann o. J. (EinFach Deutsch Unterrichtsmodelle). ISBN 978-3-14-022750-6[43]

- Johannes Diekhans und Doris Hönes: Annette von Droste-Hülshoff: Die Judenbuche. Klassen 8-10. Hrsg. von Johannes Diekhans und Lukas Diekhans. Braunschweig: Westermann 1999 (EinFach Deutsch Unterrichtsmodelle). ISBN 978-3-14-022270-9[44]

- Martin Kottkamp und Astrid Staude: Friedrich Dürrenmatt: Der Richter und sein Henker. Klassen 8-10. Hrsg. von Johannes Diekhans und Lukas Diekhans. Braunschweig: Westermann 2004 (EinFach Deutsch Unterrichtsmodelle). ISBN 978-3-14-022415-4[45]

- Timotheus Schwake: Theodor Fontane: Unterm Birnbaum. Klassen 9-10. Hrsg. von Johannes Diekhans und Lukas Diekhans. Braunschweig: Westermann o. J. (EinFach Deutsch Unterrichtsmodelle). ISBN 978-3-14-108000-1[46]

- Ute Hiddemann, Dorothea Waldherr und Franz Waldherr: Das Tagebuch der Anne Frank. Klassen 8-10. Hrsg. von Johannes Diekhans und Lukas Diekhans. Braunschweig: Westermann o. J. (EinFach Deutsch Unterrichtsmodelle). ISBN 978-3-14-022272-3[47]

- Udo Volkmann und Ute Volkmann: Max Frisch: Andorra. Klassen 8-10. Hrsg. von Johannes Diekhans und Lukas Diekhans. Braunschweig: Westermann 2000 (EinFach Deutsch Unterrichtsmodelle). ISBN 978-3-14-022664-6[48]

- Benedikt Descourvières: Max Frisch: Biedermann und die Brandstifter. Klassen 8-10. Hrsg. von Johannes Diekhans und Lukas Diekhans. Braunschweig: Westermann 2011 (EinFach Deutsch Unterrichtsmodelle). ISBN 978-3-14-022486-4[49]

- Gerhard Friedl: Johann Wolfgang von Goethe: Götz von Berlichingen. mit der eisernen Hand. Klassen 8-10. Hrsg. von Johannes Diekhans und Lukas Diekhans. Braunschweig: Westermann o. J. (EinFach Deutsch Unterrichtsmodelle). ISBN 978-3-14-022378-2[50]

- Barbara Raulf: John Green: Das Schicksal ist ein mieser Verräter. Klassen 8-10. Hrsg. von Johannes Diekhans und Lukas Diekhans. Braunschweig: Westermann o. J. (EinFach Deutsch Unterrichtsmodelle). ISBN 978-3-14-022601-1[51]

- Bettina Lettau und Reikja Freyja Lückner: Mark Haddon: Supergute Tage oder Die sonderbare Welt des Christopher Boone. Klassen 7-9. Hrsg. von Johannes Diekhans und Lukas Diekhans. Braunschweig: Westermann o. J. (EinFach Deutsch Unterrichtsmodelle). ISBN 978-3-14-022597-7[52]

- Katharine Pappas und Norbert Schläbitz: Gerhart Hauptmann: Bahnwärter Thiel. Klassen 8-10. Hrsg. von Johannes Diekhans und Lukas Diekhans. Braunschweig: Westermann o. J. (EinFach Deutsch Unterrichtsmodelle). ISBN 978-3-14-022353-9[53]

- Alexandra Wölke: Wolfgang Herrndorf: Tschick. Klassen 8-10. Hrsg. von Johannes Diekhans und Lukas Diekhans. Braunschweig: Westermann o. J. (EinFach Deutsch Unterrichtsmodelle). ISBN 978-3-14-022583-0[54]

- Stefan Rogal: Hermann Hesse: Unterm Rad. Klassen 8-10. Hrsg. von Johannes Diekhans und Lukas Diekhans. Braunschweig: Westermann o. J. (EinFach Deutsch Unterrichtsmodelle). ISBN 978-3-14-022389-8[55]

- Katharina Kaiser: Stefanie Höfler: Tanz der Tiefseequalle. Klassen 7-8. Hrsg. von Johannes Diekhans und Lukas Diekhans. Braunschweig: Westermann o. J. (EinFach Deutsch Unterrichtsmodelle). ISBN 978-3-14-108011-7[56]

- Ute Volkmann: Fred von Hoerschelmann: Das Schiff Esperanza - Hörspiel. Klassen 8-10. Hrsg. von Johannes Diekhans und Lukas Diekhans. Braunschweig: Westermann o. J. (EinFach Deutsch Unterrichtsmodelle). ISBN 978-3-14-022292-1[57]

- Kerstin Prietzel: E.T.A. Hoffmann: Das Fräulein von Scuderi. Klassen 8-10. Hrsg. von Johannes Diekhans und Lukas Diekhans. Braunschweig: Westermann o. J. (EinFach Deutsch Unterrichtsmodelle). ISBN 978-3-14-022436-9[58]

- Florian Koch und Jasmin Zielonka: Lutz Hübner: Das Herz eines Boxers. Klassen 7-9. Hrsg. von Johannes Diekhans und Lukas Diekhans. Braunschweig: Westermann o. J. (EinFach Deutsch Unterrichtsmodelle). ISBN 978-3-14-022779-7[59]

- Carmen Daldrup und Sandra Greiff-Lüchow: Gottfried Keller: Kleider machen Leute. Klassen 8-10. Hrsg. von Johannes Diekhans und Lukas Diekhans. Braunschweig: Westermann 2002 (EinFach Deutsch Unterrichtsmodelle). ISBN 978-3-14-022326-3[60]

- Gerhard Friedl: Gottfried Keller: Romeo und Julia auf dem Dorfe. Klassen 8-10. Hrsg. von Johannes Diekhans und Lukas Diekhans. Braunschweig: Westermann 2002 (EinFach Deutsch Unterrichtsmodelle). ISBN 978-3-14-022298-3[61]

- Timotheus Schwake: Charlotte Kerner: Blueprint. Blaupause. Klassen 8-10. Hrsg. von Johannes Diekhans und Lukas Diekhans. Braunschweig: Westermann o. J. (EinFach Deutsch Unterrichtsmodelle). ISBN 978-3-14-022439-0[62]

- Olaf Hildebrand: Heinrich von Kleist: Die Verlobung in St. Domingo. Klassen 8-10. Hrsg. von Johannes Diekhans und Lukas Diekhans. Braunschweig: Westermann o. J. (EinFach Deutsch Unterrichtsmodelle). ISBN 978-3-14-022470-3[63]

- Sandra Graunke: Myron Levoy: Der gelbe Vogel. Klassen 8-10. Hrsg. von Johannes Diekhans und Lukas Diekhans. Braunschweig: Westermann 1998 (EinFach Deutsch Unterrichtsmodelle). ISBN 978-3-14-022274-7[64]

- Alexandra Wölke: Mirjam Pressler: Nathan und seine Kinder. Klassen 8-10. Hrsg. von Johannes Diekhans und Lukas Diekhans. Braunschweig: Westermann o. J. (EinFach Deutsch Unterrichtsmodelle). ISBN 978-3-14-022632-5[65]

- Simone große Holthaus: Morton Rhue: Ich knall euch ab! Klassen 8-10. Hrsg. von Johannes Diekhans und Lukas Diekhans. Braunschweig: Westermann o. J. (EinFach Deutsch Unterrichtsmodelle). ISBN 978-3-14-022404-8[66]

- Stefan Volk: Morton Rhue: Die Welle. Klassen 8-10. Hrsg. von Johannes Diekhans und Lukas Diekhans. Braunschweig: Westermann o. J. (EinFach Deutsch Unterrichtsmodelle). ISBN 978-3-14-022584-7[67]

- Juliane Hopka: Louis Sachar: Löcher. Die Geheimnisse von Green Lake. Klassen 8-10. Hrsg. von Johannes Diekhans und Lukas Diekhans. Braunschweig: Westermann o. J. (EinFach Deutsch Unterrichtsmodelle). ISBN 978-3-14-022487-1[68]

- Hendrik Madsen und Rainer Madsen: Friedrich Schiller: Der Verbrecher aus verlorener Ehre. Klassen 8-13. Hrsg. von Johannes Diekhans und Lukas Diekhans. Braunschweig: Westermann o. J. (EinFach Deutsch Unterrichtsmodelle). ISBN 978-3-14-022663-9[69]

- Günter Schumacher und Klaus Vorrath: Friedrich Schiller: Wilhelm Tell. Klassen 8-10. Hrsg. von Johannes Diekhans und Lukas Diekhans. Braunschweig: Westermann 1999 (EinFach Deutsch Unterrichtsmodelle). ISBN 978-3-14-022301-0[70]

- Widar Lehnemann: Theodor Storm: Der Schimmelreiter. Klassen 8-10. Hrsg. von Johannes Diekhans und Lukas Diekhans. Braunschweig: Westermann 2000 (EinFach Deutsch Unterrichtsmodelle). ISBN 978-3-14-022293-8[71]

- Annegret Kreutz: Uwe Timm: Die Entdeckung der Currywurst. Klassen 8-10. Hrsg. von Johannes Diekhans und Lukas Diekhans. Braunschweig: Westermann o. J. (EinFach Deutsch Unterrichtsmodelle). ISBN 978-3-14-022773-5[72]

- Helge Puschnerus: Carl Zuckmayer: Der Hauptmann von Köpenick. Klassen 8-10. Hrsg. von Johannes Diekhans und Lukas Diekhans. Braunschweig: Westermann o. J. (EinFach Deutsch Unterrichtsmodelle). ISBN 978-3-14-022696-7[73]

- Alexandra Wölke: Markus Zusak: Die Bücherdiebin. Klassen 8-10. Hrsg. von Johannes Diekhans und Lukas Diekhans. Braunschweig: Westermann o. J. (EinFach Deutsch Unterrichtsmodelle). ISBN 978-3-14-022633-2[74]

### Unterrichtsmodelle für die Gymnasiale Oberstufe
- Anette Sosna: Das Nibelungenlied. Gymnasiale Oberstufe. Hrsg. von Johannes Diekhans und Lukas Diekhans. Braunschweig: Westermann o. J. (EinFach Deutsch Unterrichtsmodelle). ISBN 978-3-14-022437-6[75]

- Jürgen Möller: Mittelalter. Gymnasiale Oberstufe. Hrsg. von Johannes Diekhans und Lukas Diekhans. Braunschweig: Westermann o. J. (EinFach Deutsch Unterrichtsmodelle). ISBN 978-3-14-022377-5[76]

- Jürgen Möller: Barock. Gymnasiale Oberstufe. Hrsg. von Johannes Diekhans und Lukas Diekhans. Braunschweig: Westermann o. J. (EinFach Deutsch Unterrichtsmodelle). ISBN 978-3-14-022418-5[77]

- Stefan Volk: Zeitalter der Aufklärung. Gymnasiale Oberstufe. Hrsg. von Johannes Diekhans und Lukas Diekhans. Braunschweig: Westermann o. J. (EinFach Deutsch Unterrichtsmodelle). ISBN 978-3-14-022330-0[78]

- Gerhard Friedl: Klassik. Gymnasiale Oberstufe. Hrsg. von Johannes Diekhans und Lukas Diekhans. Braunschweig: Westermann o. J. (EinFach Deutsch Unterrichtsmodelle). ISBN 978-3-14-022380-5[79]

- Markus Apel: Romantik. Gymnasiale Oberstufe. Hrsg. von Johannes Diekhans und Lukas Diekhans. Braunschweig: Westermann 2004 (EinFach Deutsch Unterrichtsmodelle). ISBN 978-3-14-022382-9[80]

- Stefan Volk: Gegenwelten in der Romantik (Erzählungen von Ludwig Tieck und E.T.A. Hoffmann). Gymnasiale Oberstufe. Hrsg. von Johannes Diekhans und Lukas Diekhans. Braunschweig: Westermann o. J. (EinFach Deutsch Unterrichtsmodelle). ISBN 978-3-14-109681-1[81]

- Eva Schnell und Josef Schnell: Literatur vom Vormärz bis zur Jahrhundertwende. Gymnasiale Oberstufe. Hrsg. von Johannes Diekhans und Lukas Diekhans. Braunschweig: Westermann o. J. (EinFach Deutsch Unterrichtsmodelle). ISBN 978-3-14-022435-2[82]

- Norbert Schläbitz unter Mitwirkung von Katharine Pappas: Expressionismus. Gymnasiale Oberstufe. Hrsg. von Johannes Diekhans und Lukas Diekhans. Braunschweig: Westermann 2003 (EinFach Deutsch Unterrichtsmodelle). ISBN 978-3-14-022669-1[83]

- Gerhard Friedl: Liebeslyrik. Gymnasiale Oberstufe. Hrsg. von Johannes Diekhans und Lukas Diekhans. Braunschweig: Westermann 2009 (EinFach Deutsch Unterrichtsmodelle). ISBN 978-3-14-022381-2[84]

- Norbert Schläbitz: Lyrik nach 1945. Gymnasiale Oberstufe. Hrsg. von Johannes Diekhans und Lukas Diekhans. Braunschweig: Westermann 2007 (EinFach Deutsch Unterrichtsmodelle). ISBN 978-3-14-022379-9[85]

- Gerhard Friedl: Naturlyrik. Gymnasiale Oberstufe. Hrsg. von Johannes Diekhans und Lukas Diekhans. Braunschweig: Westermann 2014 (EinFach Deutsch Unterrichtsmodelle). ISBN 978-3-14-022550-2[86]

- Gerhard Friedl: Politische Lyrik. Gymnasiale Oberstufe. Hrsg. von Johannes Diekhans und Lukas Diekhans. Braunschweig: Westermann o. J. (EinFach Deutsch Unterrichtsmodelle). ISBN 978-3-14-022551-9[87]

- Till Richter und Stefanie Widmann: Exillyrik. Gymnasiale Oberstufe. Hrsg. von Johannes Diekhans und Lukas Diekhans. Braunschweig: Westermann o. J. (EinFach Deutsch Unterrichtsmodelle). ISBN 978-3-14-022635-6[88]

- Stephan Rauer: Gedichte des 21. Jahrhunderts. Gymnasiale Oberstufe. Hrsg. von Johannes Diekhans und Lukas Diekhans. Braunschweig: Westermann o. J. (EinFach Deutsch Unterrichtsmodelle). ISBN 978-3-14-022775-9[89]

- Martin Heider und Janna Strube unter Mitarbeit von Michael Rieger: Unterwegs sein - Das Thema Reisen. Gymnasiale Oberstufe. Hrsg. von Johannes Diekhans und Lukas Diekhans. Braunschweig: Westermann 2018 (EinFach Deutsch Unterrichtsmodelle). ISBN 978-3-14-022726-1[90]

- Eva Schnell und Josef Schnell: Literatur seit 1945. Traditionen und Tendenzen (inkl. literarische Beispiele der neuen Sachlichkeit: Texte von Kästner, Fallada, Fleißer und Keun). Gymnasiale Oberstufe. Hrsg. von Johannes Diekhans und Lukas Diekhans. Braunschweig: Westermann o. J. (EinFach Deutsch Unterrichtsmodelle). ISBN 978-3-14-022386-7[91]

- Alexandra Wölke: Sprachvarietäten - und die Sapir-Whorf-Hypothese in der Diskussion. Gymnasiale Oberstufe. Hrsg. von Johannes Diekhans und Lukas Diekhans. Braunschweig: Westermann o. J. (EinFach Deutsch Unterrichtsmodelle). ISBN 978-3-14-022727-8[92]

- Timotheus Schwake: Klassische Kurzgeschichten. Klassen 7-13. Hrsg. von Johannes Diekhans und Lukas Diekhans. Braunschweig: Westermann 2008 (EinFach Deutsch Unterrichtsmodelle). ISBN 978-3-14-022402-4[93]

- Timotheus Schwake: Neue Kurzgeschichten. Klassen 10-13. Hrsg. von Johannes Diekhans und Lukas Diekhans. Braunschweig: Westermann o. J. (EinFach Deutsch Unterrichtsmodelle). ISBN 978-3-14-108001-8[94]

- Bettina Greese: Die Kurzgeschichte auf dem Weg ins 21. Jahrhundert. Gymnasiale Oberstufe. Hrsg. von Johannes Diekhans und Lukas Diekhans. Braunschweig: Westermann 2007 (EinFach Deutsch Unterrichtsmodelle). ISBN 978-3-14-022396-6[95]

- Timotheus Schwake: Parabeln und Gleichniserzählungen. Klassen 8-13. Hrsg. von Johannes Diekhans und Lukas Diekhans. Braunschweig: Westermann o. J. (EinFach Deutsch Unterrichtsmodelle). ISBN 978-3-14-022532-8[96]

- Barbara Schubert-Felmy und Kristina Schubert: Die Stadt. Erfahrungen und Reflexionen vom späten 19. Jahrhundert bis in die Gegenwart. Gymnasiale Oberstufe. Hrsg. von Johannes Diekhans und Lukas Diekhans. Braunschweig: Westermann o. J. (EinFach Deutsch Unterrichtsmodelle). ISBN 978-3-14-022390-4[97]

- Volkrad Wolf: Kommunikation. Gymnasiale Oberstufe. Hrsg. von Johannes Diekhans und Lukas Diekhans. Braunschweig: Westermann 2002 (EinFach Deutsch Unterrichtsmodelle). ISBN 978-3-14-022371-3[98]

- Alexandra Wölke: Mehrsprachigkeit. Gymnasiale Oberstufe. Hrsg. von Johannes Diekhans und Lukas Diekhans. Braunschweig: Westermann 2015 (EinFach Deutsch Unterrichtsmodelle). ISBN 978-3-14-022634-9[99]

- Jürgen Möller: Rhetorik. Gymnasiale Oberstufe. Hrsg. von Johannes Diekhans und Lukas Diekhans. Braunschweig: Westermann 2011 (EinFach Deutsch Unterrichtsmodelle). ISBN 978-3-14-022491-8[100]

- Melanie Prenting und Norbert Schläbitz: Sprache - Denken - (Medien-)Wirklichkeit. Gymnasiale Oberstufe. Hrsg. von Johannes Diekhans und Lukas Diekhans. Braunschweig: Westermann 2008 (EinFach Deutsch Unterrichtsmodelle). ISBN 978-3-14-022412-3[101]

- Frank Schneider: Sprachursprung - Sprachskepsis - Sprachwandel. Diskussionen über die Sprache von Herder bis heute. Gymnasiale Oberstufe. Hrsg. von Johannes Diekhans und Lukas Diekhans. Braunschweig: Westermann 2009 (EinFach Deutsch Unterrichtsmodelle). ISBN 978-3-14-022455-0[102]

- Lea Scheffel und Alexandra Wölke: Sprache und Kommunikation im öffentlichen Raum. .. ohne Rassismus und Diskriminierung. Gymnasiale Oberstufe. Hrsg. von Johannes Diekhans und Lukas Diekhans. Braunschweig: Westermann 2022 (EinFach Deutsch Unterrichtsmodelle). ISBN 978-3-14-022788-9[103]

- Melanie Prenting: Dramentheorie. Von den Anfängen bis zur Gegenwart. Gymnasiale Oberstufe. Hrsg. von Johannes Diekhans und Lukas Diekhans. Braunschweig: Westermann 2009 (EinFach Deutsch Unterrichtsmodelle). ISBN 978-3-14-022433-8[104]

- Eva Schnell und Josef Schnell: Gesellschaft auf der Bühne. Vom bürgerlichen Trauerspiel bis zum postdramatischen Theater. Gymnasiale Oberstufe. Hrsg. von Johannes Diekhans und Lukas Diekhans. Braunschweig: Westermann o. J. (EinFach Deutsch Unterrichtsmodelle). ISBN 978-3-14-022499-4[105]

- Christine Mersiowsky: Das Leben der Anderen. Regie: Florian Henckel von Donnersmarck. Filmanalyse. Gymnasiale Oberstufe. Hrsg. von Johannes Diekhans und Lukas Diekhans. Braunschweig: Westermann o. J. (EinFach Deutsch Unterrichtsmodelle). ISBN 978-3-14-022508-3[106]

- Gerhard Friedl: Ingeborg Bachmann: Der gute Gott von Manhattan. Gymnasiale Oberstufe. Hrsg. von Johannes Diekhans und Lukas Diekhans. Braunschweig: Westermann o. J. (EinFach Deutsch Unterrichtsmodelle). ISBN 978-3-14-022774-2[107]

- Bettina Greese: Igor Bauersima: norway.today. Gymnasiale Oberstufe. Hrsg. von Johannes Diekhans und Lukas Diekhans. Braunschweig: Westermann o. J. (EinFach Deutsch Unterrichtsmodelle). ISBN 978-3-14-022511-3[108]

- Gerhard Friedl: Jurek Becker: Jakob der Lügner. Gymnasiale Oberstufe. Hrsg. von Johannes Diekhans und Lukas Diekhans. Braunschweig: Westermann o. J. (EinFach Deutsch Unterrichtsmodelle). ISBN 978-3-14-022413-0[109]

- Heike Prangemeier: Bov Bjerg: Auerhaus. Gymnasiale Oberstufe. Hrsg. von Johannes Diekhans und Lukas Diekhans. Braunschweig: Westermann o. J. (EinFach Deutsch Unterrichtsmodelle). ISBN 978-3-14-022730-8[110]

- Elinor Matt: Heinrich Böll: Die verlorene Ehre der Katharina Blum. Gymnasiale Oberstufe. Hrsg. von Johannes Diekhans und Lukas Diekhans. Braunschweig: Westermann o. J. (EinFach Deutsch Unterrichtsmodelle). ISBN 978-3-14-022401-7[111]

- Michaela Krolla und Barbara Raulf: Die Lyrik Bertolt Brechts. Gymnasiale Oberstufe. Hrsg. von Johannes Diekhans und Lukas Diekhans. Braunschweig: Westermann o. J. (EinFach Deutsch Unterrichtsmodelle). ISBN 978-3-14-022488-8[112]

- Eva Schnell und Josef Schnell: Bertolt Brecht: Der aufhaltsame Aufstieg des Arturo Ui. Gymnasiale Oberstufe. Hrsg. von Johannes Diekhans und Lukas Diekhans. Braunschweig: Westermann o. J. (EinFach Deutsch Unterrichtsmodelle). ISBN 978-3-14-022385-0[113]

- Annegret Kreutz: Bertolt Brecht: Aufstieg und Fall der Stadt Mahagonny. Gymnasiale Oberstufe. Hrsg. von Johannes Diekhans und Lukas Diekhans. Braunschweig: Westermann o. J. (EinFach Deutsch Unterrichtsmodelle). ISBN 978-3-14-022643-1[114]

- Norbert Schläbitz: Bertolt Brecht: Der gute Mensch von Sezuan. Gymnasiale Oberstufe. Hrsg. von Johannes Diekhans und Lukas Diekhans. Braunschweig: Westermann o. J. (EinFach Deutsch Unterrichtsmodelle). ISBN 978-3-14-022338-6[115]

- Annegret Kreutz: Bertolt Brecht: Die heilige Johanna der Schlachthöfe. Gymnasiale Oberstufe. Hrsg. von Johannes Diekhans und Lukas Diekhans. Braunschweig: Westermann o. J. (EinFach Deutsch Unterrichtsmodelle). ISBN 978-3-14-022642-4[116]

- Sandra Graunke: Bertolt Brecht: Leben des Galilei. Gymnasiale Oberstufe. Hrsg. von Johannes Diekhans und Lukas Diekhans. Braunschweig: Westermann 2000 (EinFach Deutsch Unterrichtsmodelle). ISBN 978-3-14-022667-7[117]

- Christine Mersiowsky: Bertolt Brecht: Mutter Courage und ihre Kinder. Gymnasiale Oberstufe. Hrsg. von Johannes Diekhans und Lukas Diekhans. Braunschweig: Westermann o. J. (EinFach Deutsch Unterrichtsmodelle). ISBN 978-3-14-022607-3[118]

- Heike Prangemeier: Thomas Brussig: Am kürzeren Ende der Sonnenallee. Gymnasiale Oberstufe. Hrsg. von Johannes Diekhans und Lukas Diekhans. Braunschweig: Westermann 2015 (EinFach Deutsch Unterrichtsmodelle). ISBN 978-3-14-022596-0[119]

- Norbert Schläbitz: Georg Büchner: Dantons Tod. Gymnasiale Oberstufe. Hrsg. von Johannes Diekhans und Lukas Diekhans. Braunschweig: Westermann o. J. (EinFach Deutsch Unterrichtsmodelle). ISBN 978-3-14-022369-0[120]

- Roland Kroemer und Michael Hog: Georg Büchner: Lenz. Gymnasiale Oberstufe. Hrsg. von Johannes Diekhans und Lukas Diekhans. Braunschweig: Westermann o. J. (EinFach Deutsch Unterrichtsmodelle). ISBN 978-3-14-022426-0[121]

- Roland Kroemer: Georg Büchner: Leonce und Lena. Gymnasiale Oberstufe. Hrsg. von Johannes Diekhans und Lukas Diekhans. Braunschweig: Westermann o. J. (EinFach Deutsch Unterrichtsmodelle). ISBN 978-3-14-022472-7[122]

- Norbert Schläbitz: Georg Büchner: Woyzeck. Gymnasiale Oberstufe. Hrsg. von Johannes Diekhans und Lukas Diekhans. Braunschweig: Westermann 2000 (EinFach Deutsch Unterrichtsmodelle). ISBN 978-3-14-022723-0[123]

- Stephan Rauer: Adelbert von Chamisso: Peter Schlemihls wundersame Geschichte. Gymnasiale Oberstufe. Hrsg. von Johannes Diekhans und Lukas Diekhans. Braunschweig: Westermann o. J. (EinFach Deutsch Unterrichtsmodelle). ISBN 978-3-14-022614-1[124]

- Timotheus Schwake: Alfred Döblin: Berlin Alexanderplatz. Gymnasiale Oberstufe. Hrsg. von Johannes Diekhans und Lukas Diekhans. Braunschweig: Westermann o. J. (EinFach Deutsch Unterrichtsmodelle). ISBN 978-3-14-022485-7[125]

- Anette Sosna: John von Düffel: Houwelandt. Gymnasiale Oberstufe. Hrsg. von Johannes Diekhans und Lukas Diekhans. Braunschweig: Westermann o. J. (EinFach Deutsch Unterrichtsmodelle). ISBN 978-3-14-022449-9[126]

- Kirsten Köster und Verena Löcke: Friedrich Dürrenmatt: Der Besuch der alten Dame. Gymnasiale Oberstufe. Hrsg. von Johannes Diekhans und Lukas Diekhans. Braunschweig: Westermann 2006 (EinFach Deutsch Unterrichtsmodelle). ISBN 978-3-14-022417-8[127]

- Markus Apel: Friedrich Dürrenmatt: Die Physiker. Gymnasiale Oberstufe. Hrsg. von Johannes Diekhans und Lukas Diekhans. Braunschweig: Westermann o. J. (EinFach Deutsch Unterrichtsmodelle). ISBN 978-3-14-022646-2[128]

- Bettina Deninger: Dave Eggers: Der Circle. Gymnasiale Oberstufe. Hrsg. von Johannes Diekhans und Lukas Diekhans. Braunschweig: Westermann o. J. (EinFach Deutsch Unterrichtsmodelle). ISBN 978-3-14-022725-4[129]

- Stefan Volk: Joseph von Eichendorff: Aus dem Leben eines Taugenichts. Gymnasiale Oberstufe. Hrsg. von Johannes Diekhans und Lukas Diekhans. Braunschweig: Westermann o. J. (EinFach Deutsch Unterrichtsmodelle). ISBN 978-3-14-022697-4[130]

- Klaus Lill und Margarethe Thomasen: Die Künstlernovelle. Joseph von Eichendorff: Aus dem Leben eines Taugenichts - Thomas Mann: Tonio Kröger. Gymnasiale Oberstufe. Hrsg. von Johannes Diekhans und Lukas Diekhans. Braunschweig: Westermann o. J. (EinFach Deutsch Unterrichtsmodelle). ISBN 978-3-14-022367-6[131]

- Sonja Thielecke: Joseph von Eichendorff: Das Marmorbild. Gymnasiale Oberstufe. Hrsg. von Johannes Diekhans und Lukas Diekhans. Braunschweig: Westermann o. J. (EinFach Deutsch Unterrichtsmodelle). ISBN 978-3-14-022464-2[132]

- Stefan Volk: Joseph von Eichendorff: Das Schloss Dürande. Gymnasiale Oberstufe. Hrsg. von Johannes Diekhans und Lukas Diekhans. Braunschweig: Westermann o. J. (EinFach Deutsch Unterrichtsmodelle). ISBN 978-3-14-022738-4[133]

- Christine Mersiowsky: Jenny Erpenbeck: Gehen, ging, gegangen. Gymnasiale Oberstufe. Hrsg. von Johannes Diekhans und Lukas Diekhans. Braunschweig: Westermann o. J. (EinFach Deutsch Unterrichtsmodelle). ISBN 978-3-14-022724-7[134]

- Timotheus Schwake: Jenny Erpenbeck: Heimsuchung (mit Zusatzmaterialien zu „Sibirien“). Gymnasiale Oberstufe. Hrsg. von Johannes Diekhans und Lukas Diekhans. Braunschweig: Westermann 2024 (EinFach Deutsch Unterrichtsmodelle). ISBN 978-3-14-109677-4[135]

- Alexandra Wölke: Euripides: Medea. Gymnasiale Oberstufe. Hrsg. von Johannes Diekhans und Lukas Diekhans. Braunschweig: Westermann o. J. (EinFach Deutsch Unterrichtsmodelle). ISBN 978-3-14-022670-7[136]

- Stefan Volk: Theodor Fontane: Effi Briest. Gymnasiale Oberstufe. Hrsg. von Johannes Diekhans und Lukas Diekhans. Braunschweig: Westermann 2006 (EinFach Deutsch Unterrichtsmodelle). ISBN 978-3-14-022409-3[137]

- Stefan Volk: Theodor Fontane: Frau Jenny Treibel. Gymnasiale Oberstufe. Hrsg. von Johannes Diekhans und Lukas Diekhans. Braunschweig: Westermann o. J. (EinFach Deutsch Unterrichtsmodelle). ISBN 978-3-14-022442-0[138]

- N. N.: Theodor Fontane: Irrungen, Wirrungen. Gymnasiale Oberstufe. Hrsg. von Johannes Diekhans und Lukas Diekhans. Braunschweig: Westermann o. J. (EinFach Deutsch Unterrichtsmodelle). ISBN 978-3-14-109687-3[139]

- Alexandra Wölke: Max Frisch: Homo faber. Gymnasiale Oberstufe. Hrsg. von Johannes Diekhans und Lukas Diekhans. Braunschweig: Westermann o. J. (EinFach Deutsch Unterrichtsmodelle). ISBN 978-3-14-022533-5[140]

- Timotheus Schwake: Arno Geiger: Unter der Drachenwand. Gymnasiale Oberstufe. Hrsg. von Johannes Diekhans und Lukas Diekhans. Braunschweig: Westermann o. J. (EinFach Deutsch Unterrichtsmodelle). ISBN 978-3-14-022744-5[141]

- Claudia Müller-Völkl und Michael Völkl: Johann Wolfgang von Goethe: Faust I. Gymnasiale Oberstufe. Hrsg. von Johannes Diekhans und Lukas Diekhans. Braunschweig: Westermann 2015 (EinFach Deutsch Unterrichtsmodelle). ISBN 978-3-14-022592-2[142]

- Jürgen Möller: Die Lyrik Johann Wolfgang von Goethes. Gymnasiale Oberstufe. Hrsg. von Johannes Diekhans und Lukas Diekhans. Braunschweig: Westermann o. J. (EinFach Deutsch Unterrichtsmodelle). ISBN 978-3-14-022467-3[143]

- Michael Fuchs: Johann Wolfgang von Goethe: Iphigenie auf Tauris. Gymnasiale Oberstufe. Hrsg. von Johannes Diekhans und Lukas Diekhans. Braunschweig: Westermann 2004 (EinFach Deutsch Unterrichtsmodelle). ISBN 978-3-14-022307-2[144]

- Hendrik Madsen und Rainer Madsen: Johann Wolfgang von Goethe: Die Leiden des jungen Werthers. Gymnasiale Oberstufe. Hrsg. von Johannes Diekhans und Lukas Diekhans. Braunschweig: Westermann o. J. (EinFach Deutsch Unterrichtsmodelle). ISBN 978-3-14-022365-2[145]

- Uwe Wiemann: Günter Grass: Die Blechtrommel. Gymnasiale Oberstufe. Hrsg. von Johannes Diekhans und Lukas Diekhans. Braunschweig: Westermann o. J. (EinFach Deutsch Unterrichtsmodelle). ISBN 978-3-14-022374-4[146]

- Widar Lehnemann: Günter Grass: Katz und Maus. Gymnasiale Oberstufe. Hrsg. von Johannes Diekhans und Lukas Diekhans. Braunschweig: Westermann o. J. (EinFach Deutsch Unterrichtsmodelle). ISBN 978-3-14-022291-4[147]

- Olaf Hildebrand: Günter Grass: Im Krebsgang. Gymnasiale Oberstufe. Hrsg. von Johannes Diekhans und Lukas Diekhans. Braunschweig: Westermann o. J. (EinFach Deutsch Unterrichtsmodelle). ISBN 978-3-14-022321-8[148]

- Silvia Nöger: Gerhart Hauptmann: Der Biberpelz. Gymnasiale Oberstufe. Hrsg. von Johannes Diekhans und Lukas Diekhans. Braunschweig: Westermann o. J. (EinFach Deutsch Unterrichtsmodelle). ISBN 978-3-14-022668-4[149]

- Annegret Kreutz: Gerhart Hauptmann: Vor Sonnenaufgang. Gymnasiale Oberstufe. Hrsg. von Johannes Diekhans und Lukas Diekhans. Braunschweig: Westermann o. J. (EinFach Deutsch Unterrichtsmodelle). ISBN 978-3-14-022445-1[150]

- Annegret Kreutz: Gerhart Hauptmann: Vor Sonnenuntergang. Gymnasiale Oberstufe. Hrsg. von Johannes Diekhans und Lukas Diekhans. Braunschweig: Westermann o. J. (EinFach Deutsch Unterrichtsmodelle). ISBN 978-3-14-022446-8[151]

- Benedikt Descourvières: Gerhart Hauptmann: Die Weber. Gymnasiale Oberstufe. Hrsg. von Johannes Diekhans und Lukas Diekhans. Braunschweig: Westermann o. J. (EinFach Deutsch Unterrichtsmodelle). ISBN 978-3-14-022394-2[152]

- Eva Schnell und Josef Schnell: Christoph Hein: In seiner frühen Kindheit ein Garten. Gymnasiale Oberstufe. Hrsg. von Johannes Diekhans und Lukas Diekhans. Braunschweig: Westermann o. J. (EinFach Deutsch Unterrichtsmodelle). ISBN 978-3-14-022554-0[153]

- Cornelia Blochmann und Antje Fizia: Christoph Hein: Landnahme. Gymnasiale Oberstufe. Hrsg. von Johannes Diekhans und Lukas Diekhans. Braunschweig: Westermann o. J. (EinFach Deutsch Unterrichtsmodelle). ISBN 978-3-14-022661-5[154]

- Gerhard Friedl: Heinrich Heine: Deutschland. Ein Wintermärchen. Gymnasiale Oberstufe. Hrsg. von Johannes Diekhans und Lukas Diekhans. Braunschweig: Westermann o. J. (EinFach Deutsch Unterrichtsmodelle). ISBN 978-3-14-022579-3[155]

- Gerhard Friedl: Gedichte von Heinrich Heine. Gymnasiale Oberstufe. Hrsg. von Johannes Diekhans und Lukas Diekhans. Braunschweig: Westermann o. J. (EinFach Deutsch Unterrichtsmodelle). ISBN 978-3-14-022640-0[156]

- Till Richter und Stefanie Widmann: Finn-Ole Heinrich: Räuberhände. Gymnasiale Oberstufe. Hrsg. von Johannes Diekhans und Lukas Diekhans. Braunschweig: Westermann o. J. (EinFach Deutsch Unterrichtsmodelle). ISBN 978-3-14-022547-2[157]

- Hartmut Vollmer: Judith Hermann: Sommerhaus, später. Gymnasiale Oberstufe. Hrsg. von Johannes Diekhans und Lukas Diekhans. Braunschweig: Westermann 2014 (EinFach Deutsch Unterrichtsmodelle). ISBN 978-3-14-022588-5[158]

- Timotheus Schwake: Hermann Hesse: Der Steppenwolf. Gymnasiale Oberstufe. Hrsg. von Johannes Diekhans und Lukas Diekhans. Braunschweig: Westermann o. J. (EinFach Deutsch Unterrichtsmodelle). ISBN 978-3-14-022671-4[159]

- Simon Jander: E.T.A. Hoffmann: Der goldne Topf. Gymnasiale Oberstufe. Hrsg. von Johannes Diekhans und Lukas Diekhans. Braunschweig: Westermann o. J. (EinFach Deutsch Unterrichtsmodelle). ISBN 978-3-14-022431-4[160]

- Eva Schnell und Josef Schnell: E.T.A. Hoffmann: Klein Zaches genannt Zinnober. Gymnasiale Oberstufe. Hrsg. von Johannes Diekhans und Lukas Diekhans. Braunschweig: Westermann o. J. (EinFach Deutsch Unterrichtsmodelle). ISBN 978-3-14-022568-7[161]

- Timotheus Schwake: E.T.A. Hoffmann: Der Sandmann. Gymnasiale Oberstufe. Hrsg. von Johannes Diekhans und Lukas Diekhans. Braunschweig: Westermann 2006 (EinFach Deutsch Unterrichtsmodelle). ISBN 978-3-14-022357-7[162]

- Claudia Müller-Völkl und Michael Völkl: Ödön von Horváth: Geschichten aus dem Wiener Wald. Gymnasiale Oberstufe. Hrsg. von Johannes Diekhans und Lukas Diekhans. Braunschweig: Westermann o. J. (EinFach Deutsch Unterrichtsmodelle). ISBN 978-3-14-022440-6[163]

- Anette Sosna: Ödön von Horváth: Jugend ohne Gott - Neubearbeitung. Gymnasiale Oberstufe. Hrsg. von Johannes Diekhans und Lukas Diekhans. Braunschweig: Westermann o. J. (EinFach Deutsch Unterrichtsmodelle). ISBN 978-3-14-022743-8[164]

- Anette Sosna: Ödön von Horváth: Jugend ohne Gott. Gymnasiale Oberstufe. Hrsg. von Johannes Diekhans und Lukas Diekhans. Braunschweig: Westermann o. J. (EinFach Deutsch Unterrichtsmodelle). ISBN 978-3-14-022317-1[165]

- Christine Mersiowsky: Henrik Ibsen: Ein Volksfeind. Gymnasiale Oberstufe. Hrsg. von Johannes Diekhans und Lukas Diekhans. Braunschweig: Westermann o. J. (EinFach Deutsch Unterrichtsmodelle). ISBN 978-3-14-022474-1[166]

- Christine Mersiowsky: Uwe Johnson: Ingrid Babendererde. Reifeprüfung 1953. Gymnasiale Oberstufe. Hrsg. von Johannes Diekhans und Lukas Diekhans. Braunschweig: Westermann o. J. (EinFach Deutsch Unterrichtsmodelle). ISBN 978-3-14-022647-9[167]

- Stefan Volk: Erich Kästner: Fabian. Die Geschichte eines Moralisten. Gymnasiale Oberstufe. Hrsg. von Johannes Diekhans und Lukas Diekhans. Braunschweig: Westermann o. J. (EinFach Deutsch Unterrichtsmodelle). ISBN 978-3-14-022731-5[168]

- Jan Eckhoff und Christian Kurze: Wer war Franz Kafka? Michael Kumpfmüller: Die Herrlichkeit des Lebens. Gymnasiale Oberstufe. Hrsg. von Johannes Diekhans und Lukas Diekhans. Braunschweig: Westermann o. J. (EinFach Deutsch Unterrichtsmodelle). ISBN 978-3-14-109680-4[169]

- Roland Kroemer und Thomas Zander: Franz Kafka: Erzählungen und Parabeln. Gymnasiale Oberstufe. Hrsg. von Johannes Diekhans und Lukas Diekhans. Braunschweig: Westermann o. J. (EinFach Deutsch Unterrichtsmodelle). ISBN 978-3-14-022422-2[170]

- Norbert Schläbitz: Franz Kafka: Der Prozess. Gymnasiale Oberstufe. Hrsg. von Johannes Diekhans und Lukas Diekhans. Braunschweig: Westermann o. J. (EinFach Deutsch Unterrichtsmodelle). ISBN 978-3-14-022593-9[171]

- Roland Kroemer: Franz Kafka: Das Schloß. Gymnasiale Oberstufe. Hrsg. von Johannes Diekhans und Lukas Diekhans. Braunschweig: Westermann o. J. (EinFach Deutsch Unterrichtsmodelle). ISBN 978-3-14-022619-6[172]

- Roland Kroemer: Franz Kafka: Der Verschollene (Amerika). Gymnasiale Oberstufe. Hrsg. von Johannes Diekhans und Lukas Diekhans. Braunschweig: Westermann o. J. (EinFach Deutsch Unterrichtsmodelle). ISBN 978-3-14-022519-9[173]

- Alexandra Wölke: Franz Kafka: Die Verwandlung - Neubearbeitung. Brief an den Vater und weitere Werke. Gymnasiale Oberstufe. Hrsg. von Johannes Diekhans und Lukas Diekhans. Braunschweig: Westermann 2013 (EinFach Deutsch Unterrichtsmodelle). ISBN 978-3-14-022496-3[174]

- Elisabeth Becker: Franz Kafka: Die Verwandlung. Gymnasiale Oberstufe. Hrsg. von Johannes Diekhans und Lukas Diekhans. Braunschweig: Westermann o. J. (EinFach Deutsch Unterrichtsmodelle). ISBN 978-3-14-022289-1[175]

- Michael Völkl und Claudia Müller-Völkl: Daniel Kehlmann: Die Vermessung der Welt. Gymnasiale Oberstufe. Hrsg. von Johannes Diekhans und Lukas Diekhans. Braunschweig: Westermann o. J. (EinFach Deutsch Unterrichtsmodelle). ISBN 978-3-14-022392-8[176]

- Sonja Thielecke: Irmgard Keun: Das kunstseidene Mädchen. Ein Diskurs über die 1930er-Jahre. Gymnasiale Oberstufe. Hrsg. von Johannes Diekhans und Lukas Diekhans. Braunschweig: Westermann o. J. (EinFach Deutsch Unterrichtsmodelle). ISBN 978-3-14-022739-1[177]

- Christine Mersiowsky: Heinrich von Kleist: Die Marquise von O.. - Das Erdbeben in Chili. und weitere Texte. Gymnasiale Oberstufe. Hrsg. von Johannes Diekhans und Lukas Diekhans. Braunschweig: Westermann 2009 (EinFach Deutsch Unterrichtsmodelle). ISBN 978-3-14-022452-9[178]

- Annegret Kreutz: Heinrich von Kleist: Michael Kohlhaas. Gymnasiale Oberstufe. Hrsg. von Johannes Diekhans und Lukas Diekhans. Braunschweig: Westermann o. J. (EinFach Deutsch Unterrichtsmodelle). ISBN 978-3-14-022349-2[179]

- Roland Kroemer und Christa Melli: Heinrich von Kleist: Prinz Friedrich von Homburg. Gymnasiale Oberstufe. Hrsg. von Johannes Diekhans und Lukas Diekhans. Braunschweig: Westermann o. J. (EinFach Deutsch Unterrichtsmodelle). ISBN 978-3-14-022457-4[180]

- Gerhard Friedl: Heinrich von Kleist: Der zerbrochne Krug (inkl. Variant) - Neubearbeitung. Gymnasiale Oberstufe. Hrsg. von Johannes Diekhans und Lukas Diekhans. Braunschweig: Westermann 2024 (EinFach Deutsch Unterrichtsmodelle). ISBN 978-3-14-109676-7[181]

- Dirk Bauer und Judith Schütte: Wolfgang Koeppen: Tauben im Gras. Gymnasiale Oberstufe. Hrsg. von Johannes Diekhans und Lukas Diekhans. Braunschweig: Westermann 2009 (EinFach Deutsch Unterrichtsmodelle). ISBN 978-3-14-022458-1[182]

- Peter Schallmeyer und Andreas Bockholt: Christian Kracht: Faserland. Gymnasiale Oberstufe. Hrsg. von Johannes Diekhans und Lukas Diekhans. Braunschweig: Westermann o. J. (EinFach Deutsch Unterrichtsmodelle). ISBN 978-3-14-022780-3[183]

- N. N.: Rebekka Kricheldorf: Homo Empathicus. Gymnasiale Oberstufe. Hrsg. von Johannes Diekhans und Lukas Diekhans. Braunschweig: Westermann o. J. (EinFach Deutsch Unterrichtsmodelle). ISBN 978-3-14-109679-8[184]

- Alexandra Wölke: Hartmut Lange: Das Haus in der Dorotheenstraße - Judith Hermann: Sommerhaus, später. Gymnasiale Oberstufe. Hrsg. von Johannes Diekhans und Lukas Diekhans. Braunschweig: Westermann o. J. (EinFach Deutsch Unterrichtsmodelle). ISBN 978-3-14-022693-6[185]

- Stefan Volk: Siegfried Lenz: Deutschstunde. Gymnasiale Oberstufe. Hrsg. von Johannes Diekhans und Lukas Diekhans. Braunschweig: Westermann o. J. (EinFach Deutsch Unterrichtsmodelle). ISBN 978-3-14-022665-3[186]

- Martin Heider: Gotthold Ephraim Lessing: Emilia Galotti. Gymnasiale Oberstufe. Hrsg. von Johannes Diekhans und Lukas Diekhans. Braunschweig: Westermann 2003 (EinFach Deutsch Unterrichtsmodelle). ISBN 978-3-14-022279-2[187]

- Johannes Diekhans und Luzia Schünemann: Gotthold Ephraim Lessing: Nathan der Weise - Neubearbeitung. Gymnasiale Oberstufe. Hrsg. von Johannes Diekhans und Lukas Diekhans. Braunschweig: Westermann o. J. (EinFach Deutsch Unterrichtsmodelle). ISBN 978-3-14-022734-6[188]

- Johannes Diekhans und Luzia Schünemann: Gotthold Ephraim Lessing: Nathan der Weise. Gymnasiale Oberstufe. Hrsg. von Johannes Diekhans und Lukas Diekhans. Braunschweig: Westermann o. J. (EinFach Deutsch Unterrichtsmodelle). ISBN 978-3-14-022285-3[189]

- Melanie Prenting: Henning Mankell: Der Chronist der Winde. Gymnasiale Oberstufe. Hrsg. von Johannes Diekhans und Lukas Diekhans. Braunschweig: Westermann o. J. (EinFach Deutsch Unterrichtsmodelle). ISBN 978-3-14-022359-1[190]

- Johannes Diekhans, Claudia Müller-Völkl und Michael Völkl: Heinrich Mann: Der Untertan - Neubearbeitung. Gymnasiale Oberstufe. Hrsg. von Johannes Diekhans und Lukas Diekhans. Braunschweig: Westermann o. J. (EinFach Deutsch Unterrichtsmodelle). ISBN 978-3-14-022778-0[191]

- Claudia Müller-Völkl und Michael Völkl: Heinrich Mann: Der Untertan. Gymnasiale Oberstufe. Hrsg. von Johannes Diekhans und Lukas Diekhans. Braunschweig: Westermann o. J. (EinFach Deutsch Unterrichtsmodelle). ISBN 978-3-14-022562-5[192]

- Florian Adler und Sebastian Arnold: Thomas Mann: Bekenntnisse des Hochstaplers Felix Krull. Gymnasiale Oberstufe. Hrsg. von Johannes Diekhans und Lukas Diekhans. Braunschweig: Westermann o. J. (EinFach Deutsch Unterrichtsmodelle). ISBN 978-3-14-022785-8[193]

- Dirk Scholten und Günter Schumacher: Thomas Mann: Buddenbrooks. Gymnasiale Oberstufe. Hrsg. von Johannes Diekhans und Lukas Diekhans. Braunschweig: Westermann o. J. (EinFach Deutsch Unterrichtsmodelle). ISBN 978-3-14-022354-6[194]

- Roland Kroemer und Christa Melli: Thomas Mann: Mario und der Zauberer. Gymnasiale Oberstufe. Hrsg. von Johannes Diekhans und Lukas Diekhans. Braunschweig: Westermann 2010 (EinFach Deutsch Unterrichtsmodelle). ISBN 978-3-14-022493-2[195]

- Claudia Müller-Völkl und Michael Völkl: Thomas Mann: Der Tod in Venedig. Gymnasiale Oberstufe. Hrsg. von Johannes Diekhans und Lukas Diekhans. Braunschweig: Westermann o. J. (EinFach Deutsch Unterrichtsmodelle). ISBN 978-3-14-022322-5[196]

- Thomas Molitor und Claudia Pütz: Gabriel Garcia Márquez: Chronik eines angekündigten Todes. Gymnasiale Oberstufe. Hrsg. von Johannes Diekhans und Lukas Diekhans. Braunschweig: Westermann o. J. (EinFach Deutsch Unterrichtsmodelle). ISBN 978-3-14-022355-3[197]

- Roland Kroemer und Thomas Zander: Robert Musil: Die Verwirrungen des Zöglings Törleß. Gymnasiale Oberstufe. Hrsg. von Johannes Diekhans und Lukas Diekhans. Braunschweig: Westermann 2007 (EinFach Deutsch Unterrichtsmodelle). ISBN 978-3-14-022672-1[198]

- Christine Mersiowsky: Erich Maria Remarque: Im Westen nichts Neues - Inklusive Baustein zur Analyse des Films „Im Westen nichts Neues“ von Edward Berger (2022). Gymnasiale Oberstufe. Hrsg. von Johannes Diekhans und Lukas Diekhans. Braunschweig: Westermann o. J. (EinFach Deutsch Unterrichtsmodelle). ISBN 978-3-14-108014-8[199]

- Timotheus Schwake: Yasmina Reza: Der Gott des Gemetzels. Gymnasiale Oberstufe. Hrsg. von Johannes Diekhans und Lukas Diekhans. Braunschweig: Westermann o. J. (EinFach Deutsch Unterrichtsmodelle). ISBN 978-3-14-108012-4[200]

- Gisela Maria Sander: Die Lyrik Rainer Maria Rilkes. Gymnasiale Oberstufe. Hrsg. von Johannes Diekhans und Lukas Diekhans. Braunschweig: Westermann o. J. (EinFach Deutsch Unterrichtsmodelle). ISBN 978-3-14-022595-3[201]

- Melanie Prenting: Joseph Roth: Hiob. Gymnasiale Oberstufe. Hrsg. von Johannes Diekhans und Lukas Diekhans. Braunschweig: Westermann 2012 (EinFach Deutsch Unterrichtsmodelle). ISBN 978-3-14-022556-4[202]

- Sonja Thielecke: Andrea Maria Schenkel: Tannöd. Gymnasiale Oberstufe. Hrsg. von Johannes Diekhans und Lukas Diekhans. Braunschweig: Westermann 2009 (EinFach Deutsch Unterrichtsmodelle). ISBN 978-3-14-022448-2[203]

- Gerhard Friedl: Friedrich Schiller: Don Carlos. Gymnasiale Oberstufe. Hrsg. von Johannes Diekhans und Lukas Diekhans. Braunschweig: Westermann 2008 (EinFach Deutsch Unterrichtsmodelle). ISBN 978-3-14-022420-8[204]

- Eva Schnell und Josef Schnell: Friedrich Schiller: Die Jungfrau von Orleans. Gymnasiale Oberstufe. Hrsg. von Johannes Diekhans und Lukas Diekhans. Braunschweig: Westermann o. J. (EinFach Deutsch Unterrichtsmodelle). ISBN 978-3-14-022544-1[205]

- Gerhard Friedl: Friedrich Schiller: Kabale und Liebe. Gymnasiale Oberstufe. Hrsg. von Johannes Diekhans und Lukas Diekhans. Braunschweig: Westermann 2012 (EinFach Deutsch Unterrichtsmodelle). ISBN 978-3-14-022561-8[206]

- Gerhard Friedl: Friedrich Schiller: Maria Stuart. Gymnasiale Oberstufe. Hrsg. von Johannes Diekhans und Lukas Diekhans. Braunschweig: Westermann o. J. (EinFach Deutsch Unterrichtsmodelle). ISBN 978-3-14-022373-7[207]

- Barbara Schubert-Felmy: Friedrich Schiller: Die Räuber und andere Räubergeschichten. Gymnasiale Oberstufe. Hrsg. von Johannes Diekhans und Lukas Diekhans. Braunschweig: Westermann o. J. (EinFach Deutsch Unterrichtsmodelle). ISBN 978-3-14-022343-0[208]

- Timotheus Schwake: Ferdinand von Schirach: Terror. Gymnasiale Oberstufe. Hrsg. von Johannes Diekhans und Lukas Diekhans. Braunschweig: Westermann o. J. (EinFach Deutsch Unterrichtsmodelle). ISBN 978-3-14-022692-9[209]

- Marcus Schotte und Manja Vorbeck-Heyn: Bernhard Schlink: 20. Juli. Ein Zeitstück. Gymnasiale Oberstufe. Hrsg. von Johannes Diekhans und Lukas Diekhans. Braunschweig: Westermann o. J. (EinFach Deutsch Unterrichtsmodelle). ISBN 978-3-14-108007-0[210]

- Bettina Greese, Almut Peren-Eckert und Sonja Pohsin: Bernhard Schlink: Der Vorleser. Mit Materialien zum Film. Gymnasiale Oberstufe. Hrsg. von Johannes Diekhans und Lukas Diekhans. Braunschweig: Westermann 2000 (EinFach Deutsch Unterrichtsmodelle). ISBN 978-3-14-022490-1[211]

- Gerhard Friedl: Robert Schneider: Schlafes Bruder. Gymnasiale Oberstufe. Hrsg. von Johannes Diekhans und Lukas Diekhans. Braunschweig: Westermann o. J. (EinFach Deutsch Unterrichtsmodelle). ISBN 978-3-14-022351-5[212]

- Margret Behringer und Renate Gross: Arthur Schnitzler: Fräulein Else. Gymnasiale Oberstufe. Hrsg. von Johannes Diekhans und Lukas Diekhans. Braunschweig: Westermann o. J. (EinFach Deutsch Unterrichtsmodelle). ISBN 978-3-14-022674-5[213]

- Margret Behringer und Renate Gross: Arthur Schnitzler: Lieutenant Gustl. Gymnasiale Oberstufe. Hrsg. von Johannes Diekhans und Lukas Diekhans. Braunschweig: Westermann o. J. (EinFach Deutsch Unterrichtsmodelle). ISBN 978-3-14-022462-8[214]

- Roland Kroemer: Arthur Schnitzler: Reigen. Gymnasiale Oberstufe. Hrsg. von Johannes Diekhans und Lukas Diekhans. Braunschweig: Westermann o. J. (EinFach Deutsch Unterrichtsmodelle). ISBN 978-3-14-022546-5[215]

- Melanie Prenting: Arthur Schnitzler: Traumnovelle. Gymnasiale Oberstufe. Hrsg. von Johannes Diekhans und Lukas Diekhans. Braunschweig: Westermann o. J. (EinFach Deutsch Unterrichtsmodelle). ISBN 978-3-14-022460-4[216]

- Anette Sosna: Robert Seethaler: Der Trafikant - Neubearbeitung. Gymnasiale Oberstufe. Hrsg. von Johannes Diekhans und Lukas Diekhans. Braunschweig: Westermann 2021 (EinFach Deutsch Unterrichtsmodelle). ISBN 978-3-14-022770-4[217]

- Timotheus Schwake: Anna Seghers: Transit. Gymnasiale Oberstufe. Hrsg. von Johannes Diekhans und Lukas Diekhans. Braunschweig: Westermann o. J. (EinFach Deutsch Unterrichtsmodelle). ISBN 978-3-14-022783-4[218]

- Margret Behringer: Sophokles, Anouilh, Brecht u.a.: Antigone in Vergangenheit und Gegenwart. Gymnasiale Oberstufe. Hrsg. von Johannes Diekhans und Lukas Diekhans. Braunschweig: Westermann o. J. (EinFach Deutsch Unterrichtsmodelle). ISBN 978-3-14-022405-5[219]

- Christine Mersiowsky: Peter Stamm: Agnes. Gymnasiale Oberstufe. Hrsg. von Johannes Diekhans und Lukas Diekhans. Braunschweig: Westermann o. J. (EinFach Deutsch Unterrichtsmodelle). ISBN 978-3-14-022529-8[220]

- Matthias Rüb und Oliver Stoltz: Saša Stanišic: Herkunft. Gymnasiale Oberstufe. Hrsg. von Johannes Diekhans und Lukas Diekhans. Braunschweig: Westermann o. J. (EinFach Deutsch Unterrichtsmodelle). ISBN 978-3-14-022786-5[221]

- Stefan Volk: Patrick Süskind: Das Parfum. Gymnasiale Oberstufe. Hrsg. von Johannes Diekhans und Lukas Diekhans. Braunschweig: Westermann o. J. (EinFach Deutsch Unterrichtsmodelle). ISBN 978-3-14-022648-6[222]

- Achim Roschmann: Janne Teller: Nichts. Was im Leben wichtig ist. Gymnasiale Oberstufe. Hrsg. von Johannes Diekhans und Lukas Diekhans. Braunschweig: Westermann o. J. (EinFach Deutsch Unterrichtsmodelle). ISBN 978-3-14-022530-4[223]

- Christiane Althoff: Uwe Tellkamp: Der Turm. Geschichte aus einem versunkenen Land. Gymnasiale Oberstufe. Hrsg. von Johannes Diekhans und Lukas Diekhans. Braunschweig: Westermann o. J. (EinFach Deutsch Unterrichtsmodelle). ISBN 978-3-14-022602-8[224]

- Gudrun Jägersküpper: Uwe Timm: Am Beispiel meines Bruders. Gymnasiale Oberstufe. Hrsg. von Johannes Diekhans und Lukas Diekhans. Braunschweig: Westermann o. J. (EinFach Deutsch Unterrichtsmodelle). ISBN 978-3-14-108013-1[225]

- Vanessa Van Hecke: Hans-Ulrich Treichel: Der Verlorene. Gymnasiale Oberstufe. Hrsg. von Johannes Diekhans und Lukas Diekhans. Braunschweig: Westermann o. J. (EinFach Deutsch Unterrichtsmodelle). ISBN 978-3-14-022316-4[226]

- Christine Mersiowsky: Birgit Vanderbeke: Das Muschelessen. Gymnasiale Oberstufe. Hrsg. von Johannes Diekhans und Lukas Diekhans. Braunschweig: Westermann o. J. (EinFach Deutsch Unterrichtsmodelle). ISBN 978-3-14-022507-6[227]

- Stefan Rogal: Frank Wedekind: Frühlings Erwachen. Gymnasiale Oberstufe. Hrsg. von Johannes Diekhans und Lukas Diekhans. Braunschweig: Westermann o. J. (EinFach Deutsch Unterrichtsmodelle). ISBN 978-3-14-022324-9[228]

- Felix Urban: Benedict Wells: Hard Land. Gymnasiale Oberstufe. Hrsg. von Johannes Diekhans und Lukas Diekhans. Braunschweig: Westermann o. J. (EinFach Deutsch Unterrichtsmodelle). ISBN 978-3-14-109675-0[229]

- Annegret Kreutz: Urs Widmer: Top Dogs. Gymnasiale Oberstufe. Hrsg. von Johannes Diekhans und Lukas Diekhans. Braunschweig: Westermann o. J. (EinFach Deutsch Unterrichtsmodelle). ISBN 978-3-14-022398-0[230]

- Barbara Schubert-Felmy: Christa Wolf: Kassandra. Gymnasiale Oberstufe. Hrsg. von Johannes Diekhans und Lukas Diekhans. Braunschweig: Westermann o. J. (EinFach Deutsch Unterrichtsmodelle). ISBN 978-3-14-022393-5[231]

- Alexandra Wölke: Christa Wolf: Medea. Stimmen. Gymnasiale Oberstufe. Hrsg. von Johannes Diekhans und Lukas Diekhans. Braunschweig: Westermann o. J. (EinFach Deutsch Unterrichtsmodelle). ISBN 978-3-14-022549-6[232]

- Felix Urban: Konrad von Würzburg: Engelhard. Eine mittelalterliche Freundschaftserzählung. Gymnasiale Oberstufe. Hrsg. von Johannes Diekhans und Lukas Diekhans. Braunschweig: Westermann o. J. (EinFach Deutsch Unterrichtsmodelle). ISBN 978-3-14-022789-6[233]

- Sabine Mayr: Juli Zeh: Corpus Delicti. Gymnasiale Oberstufe. Hrsg. von Johannes Diekhans und Lukas Diekhans. Braunschweig: Westermann o. J. (EinFach Deutsch Unterrichtsmodelle). ISBN 978-3-14-022557-1[234]

- Stefan Volk: Stefan Zweig: Schachnovelle. Gymnasiale Oberstufe. Hrsg. von Johannes Diekhans und Lukas Diekhans. Braunschweig: Westermann o. J. (EinFach Deutsch Unterrichtsmodelle). ISBN 978-3-14-022678-3[235]

### Unterrichtsprojekte, Filmanalyse und Theater
- Helmut Schafhausen: Deutsch lernen - aktiv und kreativ. Klassen 5-13. Hrsg. von Johannes Diekhans und Lukas Diekhans. Braunschweig: Westermann o. J. (EinFach Deutsch Unterrichtsmodelle). ISBN 978-3-14-022733-9[236]

- Ida Hackenbroch-Krafft und Evelore Parey: Aktiv lesen! Methodentraining für die Arbeit mit Sachtexten. Hrsg. von Johannes Diekhans und Lukas Diekhans. Braunschweig: Westermann o. J. (EinFach Deutsch Unterrichtsmodelle). ISBN 978-3-14-022432-1[237]

- Tobias Pagel: Gedichte schreiben. 50 kreative Impulse. Hrsg. von Johannes Diekhans und Lukas Diekhans. Braunschweig: Westermann o. J. (EinFach Deutsch Unterrichtsmodelle). ISBN 978-3-14-022772-8[238]

- Lea Scheffel und Alexandra Wölke: Materialgestütztes Schreiben. Sekundarstufe I. Hrsg. von Johannes Diekhans und Lukas Diekhans. Braunschweig: Westermann o. J. (EinFach Deutsch Unterrichtsmodelle). ISBN 978-3-14-108008-7[239]

- Johannes Diekhans und Alexandra Wölke: Materialgestütztes Schreiben. Gymnasiale Oberstufe. Hrsg. von Johannes Diekhans und Lukas Diekhans. Braunschweig: Westermann 2021 (EinFach Deutsch Unterrichtsmodelle). ISBN 978-3-14-022771-1[240]

- Johannes Bonow und Marion Höfner: Theodor Fontane: Leben - Werk - Rezeption. Ein Projekt zum materialgestützten Arbeiten. Gymnasiale Oberstufe. Hrsg. von Johannes Diekhans und Lukas Diekhans. Braunschweig: Westermann 2022 (EinFach Deutsch Unterrichtsmodelle). ISBN 978-3-14-108004-9[241]

- Stefan Volk: Filmanalyse im Unterricht. Zur Theorie und Praxis von Literaturverfilmungen. Klassen 5-13. Hrsg. von Johannes Diekhans und Lukas Diekhans. Braunschweig: Westermann o. J. (EinFach Deutsch Unterrichtsmodelle). ISBN 978-3-14-022264-8[242]

- Stefan Volk: Filmanalyse im Unterricht II. Literaturverfilmungen in der Schulpraxis. Klassen 5-13. Hrsg. von Johannes Diekhans und Lukas Diekhans. Braunschweig: Westermann o. J. (EinFach Deutsch Unterrichtsmodelle). ISBN 978-3-14-022447-5[243]

- Aisha Hellberg: Computerspiele im Deutschunterricht. Klassen 5-13. Hrsg. von Johannes Diekhans und Lukas Diekhans. Braunschweig: Westermann o. J. (EinFach Deutsch Unterrichtsmodelle). ISBN 978-3-14-108010-0[244]

- Stefan Menck: Dialoge .. sprechen, spielen, weiterschreiben. 60 Ideen. Hrsg. von Johannes Diekhans und Lukas Diekhans. Braunschweig: Westermann o. J. (EinFach Deutsch Unterrichtsmodelle). ISBN 978-3-14-022782-7[245]

- Jan Davidts: Inszenieren. Handreichung zur Theaterarbeit mit Kindern und Jugendlichen. Hrsg. von Johannes Diekhans und Lukas Diekhans. Braunschweig: Westermann o. J. (EinFach Deutsch Unterrichtsmodelle). ISBN 978-3-14-022781-0[246]

- Barbara Müller und Helmut Schafhausen: 99 Theater-Spiele. Übungen für die theaterpädagogische Praxis. Hrsg. von Johannes Diekhans und Lukas Diekhans. Braunschweig: Westermann o. J. (EinFach Deutsch Unterrichtsmodelle). ISBN 978-3-14-022434-5[247]

- Barbara Müller und Helmut Schafhausen: Spiel- und Arbeitsbuch Theater. Hrsg. von Johannes Diekhans und Lukas Diekhans. Braunschweig: Westermann o. J. (EinFach Deutsch Unterrichtsmodelle). ISBN 978-3-14-022344-7[248]

- Cornelia Ertmer: Szenisches Spiel in der Schule. Anregungen und Übungen für die Sekundarstufe I. Hrsg. von Johannes Diekhans und Lukas Diekhans. Braunschweig: Westermann o. J. (EinFach Deutsch Unterrichtsmodelle). ISBN 978-3-14-022263-1[249]

- Barbara Müller und Helmut Schafhausen: Szenisches Lernen. Texte und Theater im Deutschunterricht. Hrsg. von Johannes Diekhans und Lukas Diekhans. Braunschweig: Westermann o. J. (EinFach Deutsch Unterrichtsmodelle). ISBN 978-3-14-022408-6[250]

- Jan Davidts: Von der ersten Idee bis zur Aufführung. Spielleitung im Schülertheater. Klassen 5-13. Hrsg. von Johannes Diekhans und Lukas Diekhans. Braunschweig: Westermann o. J. (EinFach Deutsch Unterrichtsmodelle). ISBN 978-3-14-022542-7[251]